# Штайнхудер-Мербах
Штайнхудер-Мербах (Мербах; нем. Steinhuder Meerbach) — река в Германии, протекает по земле Нижняя Саксония.
Он вытекает из озера Штайнхудер-Мер на северо-западе и течёт на запад через заповедник Мербруксвизен и деревню Ребург.